# Embajada de Ucrania en Serbia
La Embajada de Ucrania en Belgrado es la misión diplomática de Ucrania en Serbia. El edificio de la embajada se encuentra en la calle Paje Adamova en Belgrado. El embajador de Ucrania en Serbia ha sido Oleksandr Aleksandrovich desde 2015.

## Historia
El 15 de abril de 1994, se establacieron relaciones diplomáticas entre la República Federal de Yugoslavia y Ucrania. La Embajada de Ucrania en Belgrado abrió en 1995 en la República Federal Yugoslavia, pero hoy funcciona como la embajada de Ucrania en Serbia.

## Embajadores
1. Viacheslav Prokopóvich (1919)
2. Grigori Mikitéi (1919-1920)
3. Vadym Prymachenko (1993-1996)
4. Volodimir Furkalo (1998-2001)
5. Anatoliy Shostak (2001-2003)
6. Ruslan Demchenko (2003-2005)
7. Anatoliy Oliynik (2005-2009)
8. Viktor Nedopas (2009-2015)

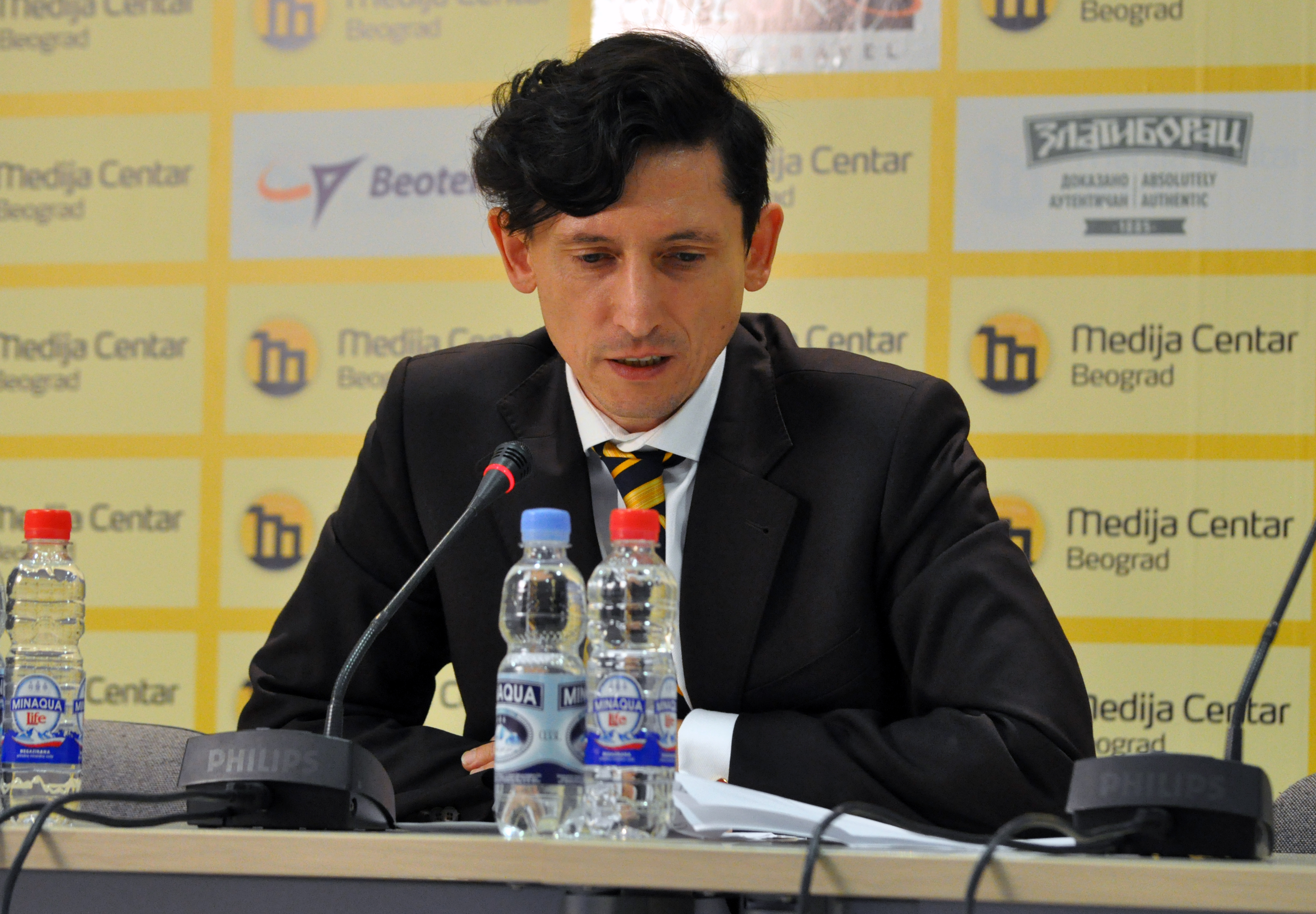
Embajador Oleksandr Aleksandrovich

9. Oleksandr Aleksandrovych (2015-2021)
10. Volodímir Tolkach (2021-)